# Санто-Стефано-ді-Рольяно
Санто-Стефано-ді-Рольяно (італ. Santo Stefano di Rogliano, сиц. Santu Stèfanu de Ruglianu) — муніципалітет в Італії, у регіоні Калабрія,  провінція Козенца.
Санто-Стефано-ді-Рольяно розташоване на відстані близько 450 км на південний схід від Рима, 45 км на північний захід від Катандзаро, 13 км на південний схід від Козенци.
Населення — 1710 осіб (2014).

## Демографія
Населення за роками:

Станом на 1 січня 2023 року в муніципалітеті офіційно проживало 16 іноземців з 7 країн, серед них 5 громадян країн Євросоюзу та 3 громадяни України.

## Сусідні муніципалітети
- Априльяно
- Челлара
- Мангоне
- Марці
- Патерно-Калабро
- Рольяно